# Viktor Drazen
Victor Drazen es un personaje de ficción interpretado por Dennis Hopper en la serie 24. Fue el primer gran villano de la serie.

## Perfil
Drazen se licenció en Ingeniería en la Universidad de Belgrado. Posteriormente sería reclutado por la KGB y sería entrenado en contraespionaje durante la Guerra Fría, para servir más adelante al ejército serbio. Sus avances le permitieron estar al mando de la "policía secreta" de Slobodan Milošević, donde llevó a cabo toda clase de operaciones paramilitares de gran violencia, colaborando así con el genocidio impuesto por Milošević durante la Guerra de los Balcanes.
Es en este período en el que se gana la atención de la Inteligencia Norteamericana. Un comité paralegal comandado por el entonces Senador David Palmer autoriza su eliminación, en una operación de las Fuerzas Delta de los Estados Unidos, llamada Operación Nightfall, comandada por Jack Bauer.
La misión tuvo como resultado la aparente muerte de Drazen. De todos los soldados que sirvieron en la operación, incluyendo un préstamo del MI6, sólo Jack Bauer sobrevive (en los "Subcomité de la UAT", es revelado que el equipo de Jack fue emboscado tan sólo instantes después de la explosión, lo que resultó en la pérdida de todos los hombres -- salvo Jack). En realidad, Drazen había sobrevivido, pero durante la operación habían muerto su esposa e hija. 
Drazen es capturado y misteriosamente enviado a Estados Unidos donde es retenido de forma ilegal y encubierta por el Departamento de Defensa, siendo rotado de prisión en prisión como prisionero "N.N.", su identidad jamás revelada.

## Viktor Drazen en 24

### Temporada 1
Jack Bauer descubrió que Drazen seguía con vida cuando, un día, durante las elecciones primarias a la presidencia de Palmer, las familias de Jack y del senador Palmer son atacadas por Alexis y André Drazen, los hijos de Viktor. Jack siguió una pista que lo llevó a una instalación del DoD en la cual Drazen estaba retenido y desde la cual sería rescatado más tarde por sus hijos. Para Viktor Drazen, quien ha aceptado su rol en la muerte de su propia familia, es hora que Jack " acepte su parte". Drazen secuestra a Kim, la hija de Jack, y lo obliga a establecer un contacto con Palmer en el cual los Drazen tratan de llevar a cabo la última tentativa de asesinato contra Palmer, usando un teléfono celular explosivo. Jack logra salvar a Palmer de la bomba, y luego, al recibir información de parte de Nina Myers indicando que los Drazen habían asesinado a Kim, se dispone a cazarlos.
En un tiroteo en un muelle cerca de Los Ángeles, Jack elimina a todos los hombres de los Drazen, y mata a André Drazen, antes de caer herido por uno de los sicarios. Viktor Drazen se acerca a Jack y apunta a matar, pero en un toque irónico del destino, queda sin munición. Jack saca un arma de resguardo y dispara una, dos, tres veces al cuerpo de Viktor Drazen, liberando así toda su rabia por la muerte de Kim. Viktor Drazen caería al agua muerto, y Jack seguiría observando y disparando, a la luz de la luna, al cuerpo mientras se sumergía para siempre, sólo deteniéndose Jack cuando nuevamente se quedó sin munición.
Posteriormente Jack se enteraría que su hija Kim estaba viva... en la última treta de los Drazen, Nina Myers resultó ser un topo entregando a Jack información falsa para ayudar a los Drazen. Nina sería arrestada y detenida en la UAT, aunque antes lograría eliminar a la esposa de Jack, Teri.

## Otros Detalles
Cuatro años más tarde (Temporada 3) se revelaría que Stephen Saunders, el agente de MI6 que había sido "prestado" para la Operación Nightfall, había sobrevivido. Capturado por los serbios y torturado por dos largos años, había escapado y planeaba su venganza contra Jack y contra "la máquina militar norteamericana". Esto marca los eventos de la Temporada 3.
- Datos: Q9093657